# 北九州機場
北九州機場（日语：／ Kitakyūshū kūkō */?），根據國土交通省正式名稱為「新北九州機場」，是日本一個福岡縣橫跨北九州市小倉南區以及京都郡苅田町，位於周防灘的人工島機場，於2006年3月16日啟用。管理者是國土交通省。

## 概要
1994年，機場正式進行建造工程。2006年3月16日取代舊北九州機場正式啟用。機場全長4,125公尺，寬900公尺，總面積是3.73平方公里。跑道全長2,500公尺。自2006年8月22日起，機場以24小時運作，是九州島內首個及全日本其中1個24小時運作的機場。其跑道仍然可以增長。
舊北九州機場，由於位置接近山地及住宅，經常出現延誤到達甚至是失航的情況，欠航率高達25％。加上跑道全長只有1600公尺，而且附近的福岡機場（相距約60公里）面臨航空流量過大，以及宵禁的問題，因此新機場有助舒緩福岡機場航空問題。
機場啟航後一星期左右，自2006年3月22日起，星悅航空於上午5:30開出前往東京的航班，是全日本時間最早航行的定期航班，最遲航行的定期航班亦是從本機場出發。

## 歷史

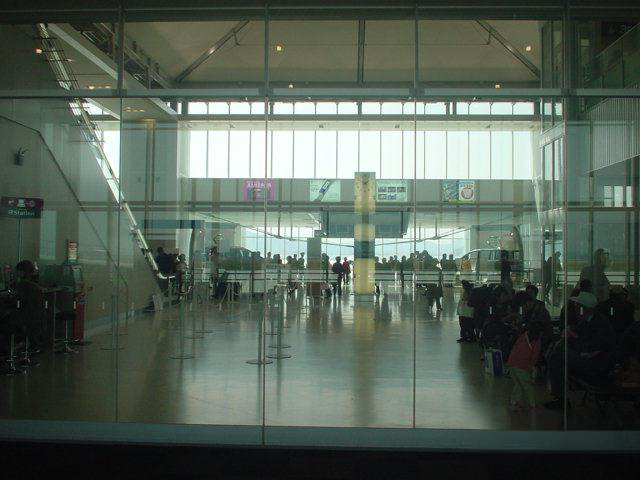
機場大堂

- 1974年：港灣審議會開始處理苅田沖土砂計劃。
- 1977年：進行第1期堆填工程。
- 1994年：機場正式開始建設。
- 2006年3月16日：機場正式開始運作。
- 2006年12月18日：機場的乘搭人次超過100萬人。

## 航空公司與航點
| 航空公司       | 目的地                    |
| -------------- | ------------------------- |
| 日本航空（JL） | 東京-羽田                 |
| 星悅航空（7G） | 東京-羽田、沖繩(季節運行) |
| 真航空（LJ）   | 首爾-仁川                 |

## 機場設施
機場共有三層，總面積約14,700平方米。
- 1樓，航班進入地點以及各類型商店、入口
- 2樓，航班進入地點以及各類型商店
- 3樓，飲食場所

## 交通

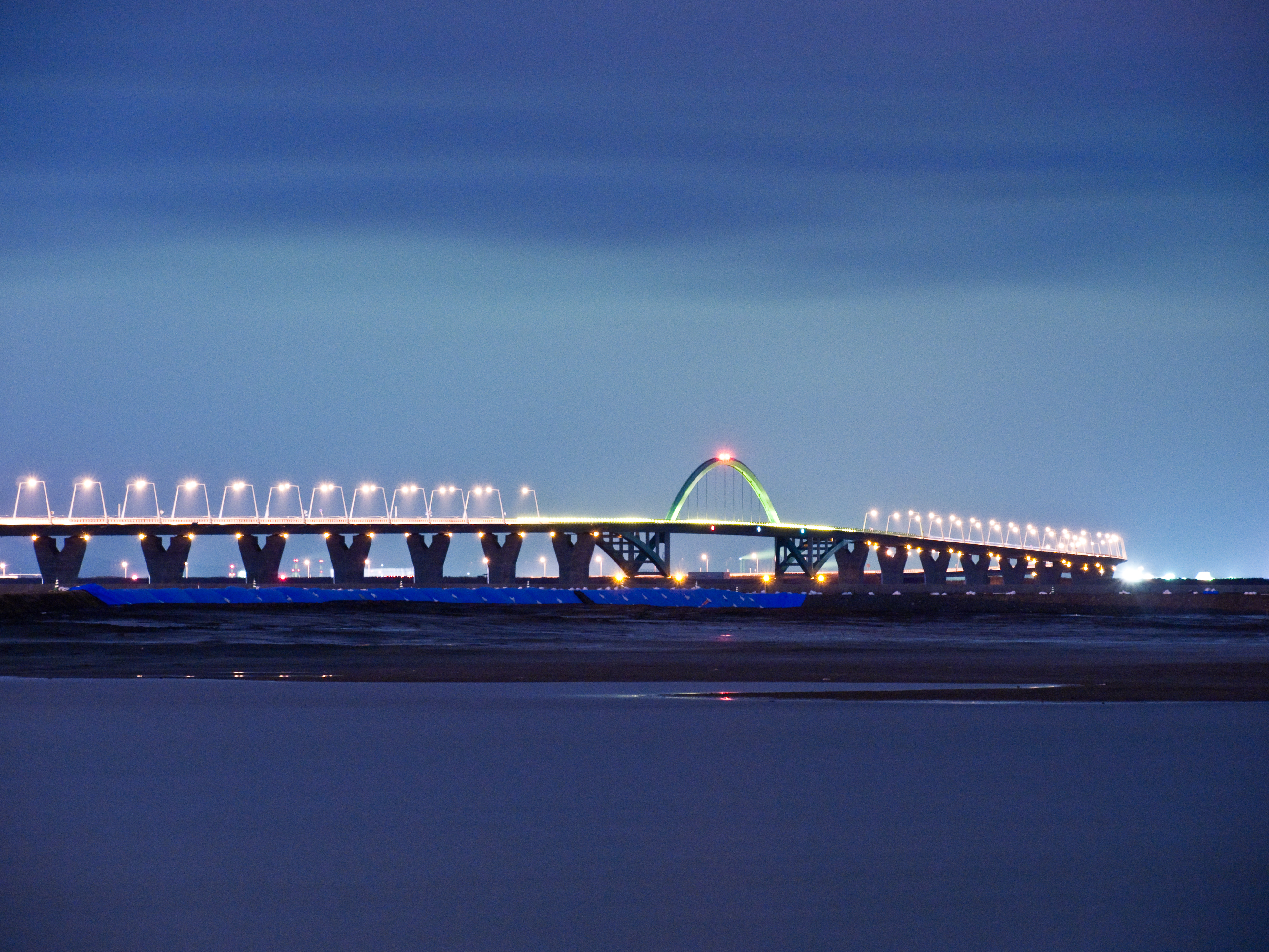
通往機場的大橋

最接近機場的鐵路車站是JR九州日豐本線朽網站、苅田站等。特急列車可以使用行橋站及小倉站下車。下車後須轉乘巴士到達機場，接近機場的鐵路車站有巴士前往機場。通往機場的主要道路是新北九州空港道路。目前JR九州正在商議建設延伸到機場站的鐵道路線。

## 瑣事
- 上戶彩主演的電視劇ATTENTION PLEASE曾在本機場取景。

## 外部連結
- 新北九州機場官方網站（日語）（英文）（简体中文）（繁體中文）
- 情報網站 （页面存档备份，存于） （日語）